# Anartia chrysopelea
Công Cuba hay Công Caribbe (Anartia chrysopelea) là một loài bướm nhìn chung chỉ tìm thấy ở Cuba, dù vài mẫu đã được gặp ở quận Monroe, Florida .